# Ремонтненский район
Ремо́нтненский райо́н — административно-территориальная единица (район) и муниципальное образование (муниципальный район) в составе Ростовской области Российской Федерации.
Районный центр — село Ремонтное. Расстояние до города Ростова-на-Дону — 425 км.

## География
Район располагается в юго-восточной части области. Граничит на юге и востоке с Калмыкией. Ремонтненский район относится к жарким районам. Относительная влажность воздуха в летнее время падает до 30 %. Большую часть года преобладают восточные ветры, несущие в теплый период года суховеи и пыльные бури. Почва в районе в основном каштанового типа.

## История
Район образован в 1926 году в составе Сальского округа Северо-Кавказского края (с 1930 года — район в непосредственном подчинении края), с 1934 года — в составе Азово-Черноморского края, с 1937 года — в Ростовской области.

## Население
| 1939    | 1959    | 1970    | 1979    | 1989    | 2002    | 2009    | 2010    | 2011    |
| ------- | ------- | ------- | ------- | ------- | ------- | ------- | ------- | ------- |
| 28 953  | ↘23 066 | ↗23 265 | ↗23 684 | ↘23 202 | ↘21 497 | ↘20 554 | ↘19 152 | ↘19 097 |
| 2012    | 2013    | 2014    | 2015    | 2016    | 2017    | 2018    | 2019    | 2020    |
| ↘18 799 | ↘18 641 | ↘18 430 | ↘18 323 | ↘18 156 | ↘18 113 | ↘18 070 | ↘17 958 | ↘17 770 |
| 2021    |         |         |         |         |         |         |         |         |
| ↘16 688 |         |         |         |         |         |         |         |         |

Национальный состав

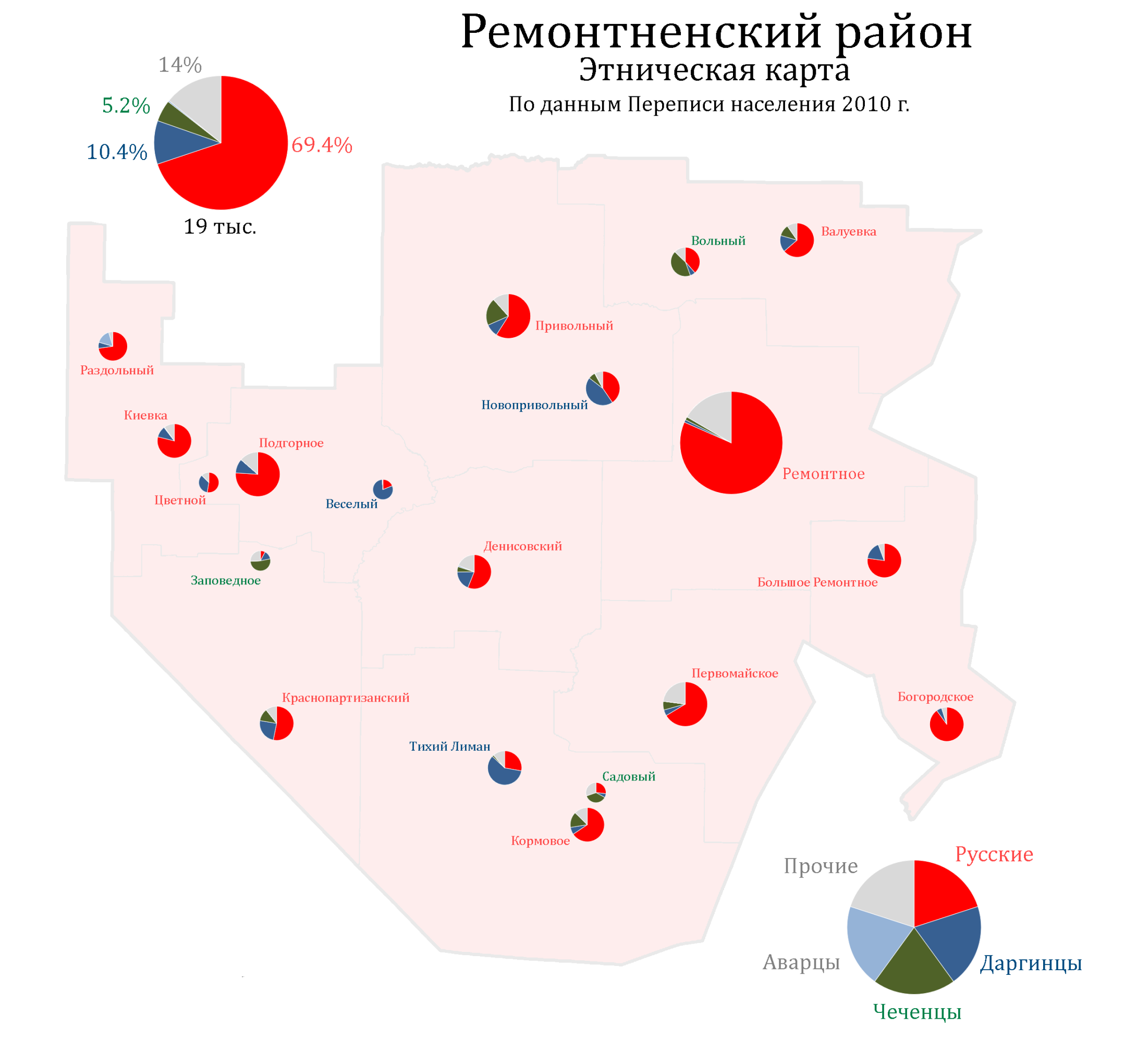
Этническая карта Ремонтненского района по каждому населённому пункту, перепись 2010 г.

По итогам переписи населения 2020 года проживали следующие национальности (национальности менее 0,1 % и другое см. в сноске к строке «Другие»):
| Национальность | Численность, чел. | Доля     |
| -------------- | ----------------- | -------- |
| Русские        | 12 232            | 73,65 %  |
| Даргинцы       | 2679              | 16,13 %  |
| Чеченцы        | 1214              | 7,31 %   |
| Армяне         | 69                | 0,42 %   |
| Украинцы       | 67                | 0,40 %   |
| Аварцы         | 61                | 0,37 %   |
| Белорусы       | 46                | 0,28 %   |
| Табасараны     | 37                | 0,22 %   |
| Молдаване      | 19                | 0,11 %   |
| Чуваши         | 18                | 0,11 %   |
| Другие         | 166               | 1,00 %   |
| Итого          | 16 608            | 100,00 % |

|  |  |  |

## Муниципально-территориальное устройство
В Ремонтненском районе 19 населённых пунктов в составе десяти сельских поселений:
| №  | Сельские поселения                    | Админ. центр               | Количество населённых пунктов | Население | Площадь, км² |
| -- | ------------------------------------- | -------------------------- | ----------------------------- | --------- | ------------ |
| 1  | Валуевское сельское поселение         | село Валуевка              | 2                             | ↘1078     | 394,63       |
| 2  | Денисовское сельское поселение        | посёлок Денисовский        | 1                             | ↘769      | 303,54       |
| 3  | Калининское сельское поселение        | село Большое Ремонтное     | 2                             | ↘1165     | 279,36       |
| 4  | Киевское сельское поселение           | село Киевка                | 2                             | ↘1025     | 263,73       |
| 5  | Кормовское сельское поселение         | село Кормовое              | 3                             | ↘1515     | 642,32       |
| 6  | Краснопартизанское сельское поселение | посёлок Краснопартизанский | 2                             | ↘943      | 337,94       |
| 7  | Первомайское сельское поселение       | село Первомайское          | 1                             | ↘1804     | 309,31       |
| 8  | Подгорненское сельское поселение      | село Подгорное             | 3                             | ↗1090     | 236,84       |
| 9  | Привольненское сельское поселение     | посёлок Привольный         | 2                             | ↗1718     | 552,63       |
| 10 | Ремонтненское сельское поселение      | село Ремонтное             | 1                             | ↘6437     | 457,20       |

| №  | Населённый пункт   | Тип     | Население | Муниципальное образование             |
| -- | ------------------ | ------- | --------- | ------------------------------------- |
| 1  | Богородское        | село    | 682       | Калининское сельское поселение        |
| 2  | Большое Ремонтное  | село    | 733       | Калининское сельское поселение        |
| 3  | Валуевка           | село    | 850       | Валуевское сельское поселение         |
| 4  | Весёлый            | хутор   | 101       | Подгорненское сельское поселение      |
| 5  | Вольный            | хутор   | 187       | Валуевское сельское поселение         |
| 6  | Денисовский        | посёлок | ↘769      | Денисовское сельское поселение        |
| 7  | Заповедное         | село    | 80        | Краснопартизанское сельское поселение |
| 8  | Киевка             | село    | 955       | Киевское сельское поселение           |
| 9  | Кормовое           | село    | 886       | Кормовское сельское поселение         |
| 10 | Краснопартизанский | посёлок | 937       | Краснопартизанское сельское поселение |
| 11 | Новопривольный     | посёлок | 604       | Привольненское сельское поселение     |
| 12 | Первомайское       | село    | ↘1804     | Первомайское сельское поселение       |
| 13 | Подгорное          | село    | 1129      | Подгорненское сельское поселение      |
| 14 | Привольный         | посёлок | 1050      | Привольненское сельское поселение     |
| 15 | Раздольный         | хутор   | 238       | Киевское сельское поселение           |
| 16 | Ремонтное          | село    | ↘6437     | Ремонтненское сельское поселение      |
| 17 | Садовое            | село    | 106       | Кормовское сельское поселение         |
| 18 | Тихий Лиман        | посёлок | 636       | Кормовское сельское поселение         |
| 19 | Цветной            | хутор   | 60        | Подгорненское сельское поселение      |

## Экономика
Главное направление сельскохозяйственного производства — животноводство. Основным видом продукции растениеводства является зерно. Подсолнечник, горчица, овощи, картофель и бахчевые выращиваются для внутрихозяйственных нужд.

## Археология и палеогенетика
У представителей катакомбной культуры из балки Темрта были обнаружены митохондриальные гаплогруппы U4, H (rCRS), J1b1a1, U5a1, R1a, U. У образца RISE552 из местонахождения Улан IV обнаружена Y-хромосомная гаплогруппа I2a2a1b1b-L699I>S12195>I2a2a1b1b1b-Y5669 и митохондриальная гаплогруппа T2a1a. В могильнике Улан IV был найден образец повозки манычской катакомбной культуры, изготовленной в XXIII веке до нашей эры, захоронение мужчины 50 лет.
Памятники археологии Ремонтненского района:
- Курганная группа "Кереста I" (12 курганов).
- Курганная группа "Донцов VII" (20 курганов).
- Курганная группа "Иншура I" (2 кургана).
- Курганная группа "Голый IV" (4 кургана).
- Курганная группа "Голый IV" (4 кургана).
- Курганная группа "Казанков I" (31 курган).
- Курганная группа "Цаган-Хаг Х" (11 курганов).

Всего на учете в  Ремонтненском районе Ростовской области находится 479 памятников археологии .

## Памятники
- Памятник Н. Островскому в селе Ремонтное.
- Братская могила, мемориал павшим воинам в годы Великой Отечественной войны.
- Мемориал памяти павших воинов в годы Великой Отечественной войны.
- Памятник Ленину у районного дворца Культуры.
- Памятник Родина Мать.
- Памятник погибшим землякам в годы Великой Отечественной войны. Памятник расположен  в селе Богородское Ремонтненского района. На плите памятника высечены слова: «Они умирали, чтобы жили мы» и имена погибших земляков в годы Великой Отечественной войны.

К памятникам природы района относится источник "Кислый", находящийся на северо-западе района в балке Рассыпной около с. Киевка. Источник состоит из трех колодцев, находяящихся на расстоянии 2,5 метров друг от друга. В воде источника есть ряд микроэлементов в лечебно-биологических концентрациях, оказывающих оздоровляющее действие на организм человека.
В Ремонтненском районе было 7 храмов: Покровская церковь (Ремонтное), Успенская церковь (Крестовое, ныне Первомайское), Николаевская церковь (Кормовое), Петропавловская церковь (Валуевка), Рождество-Богородицкая церковь (Богородское), Пантелеимоновская церковь (Киша), неизвестная церковь.